# Erik Liljeroth
Erik Liljeroth (27. května 1920, Fjälkinge – 29. března 2009, Kristianstad) byl švédský fotograf. V roce 1958 se stal oficiálním dvorním fotografem krále Gustava VI. Adolfa. Celkově vytvořil asi půl milionu fotografií, které dnes uchovává Severské muzeum.

## Životopis
Erik Liljeroth se začal věnovat fotografii jako asistent svého otce Erika Alfreda Liljerotha, který byl fotografem v Kristianstadu. Syn se brzy fotografováním svatebních párů unavil a místo toho se stal asistentem v Ateljé Uggla a později u fotografa Arne Wahlberga ve Stockholmu.
Svou kariéru zahájil jako portrétní fotograf a debutoval v roce 1949 knihou o svém rodném městě Kristianstad, na kterou v následujícím roce navázala kniha o Paříži. Jako portrétní fotograf zachytil všechny velikány své doby, mezi nimi Winstona Churchilla, Alžbětu II. i švédského krále Gustava VI. Adolfa. Spolu s posledně jmenovaným vytvořili knihu o zámku Sofiero a stal se také jeho dvorním fotografem. Většinu svého profesního života pracoval pro nakladatelství Allhem v Malmö, kde mimo jiné vznikl rozsáhlý knižní cyklus o 18. svazcích Zámky a panství ve Švédsku.
Celkem byl Liljeroth jako fotograf zastoupen ve 102 knihách. Časem se Liljeroth stal předním švédským krajinářským fotografem, který strávil 40 let na cestách po Švédsku i v zahraničí. Pro švédské známky byly vybrány nejméně dva z jeho motivů: „Církevní stáje v Rättviku“ (1973) a „Stora stöten - Falun“ (1973). Mezi výlety se vracel do svého domova ve městě Kristianstad v okrese Udden. Tady měl svou fotolaboratoř a svou rodinu. Fotografoval hlavně ve středním formátu 6x6 pomocí Hasselblad nebo Rolleiflex a pracoval jak černobíle, tak barevně.
Po odchodu do důchodu přestal fotografovat a Severské muzeum převzalo jeho obrovský obrazový archiv skládající se z asi půl milionu fotografií, což je vynikající dokumentace Švédska z období 50., 60. a 70. let 20. století.

## Galerie

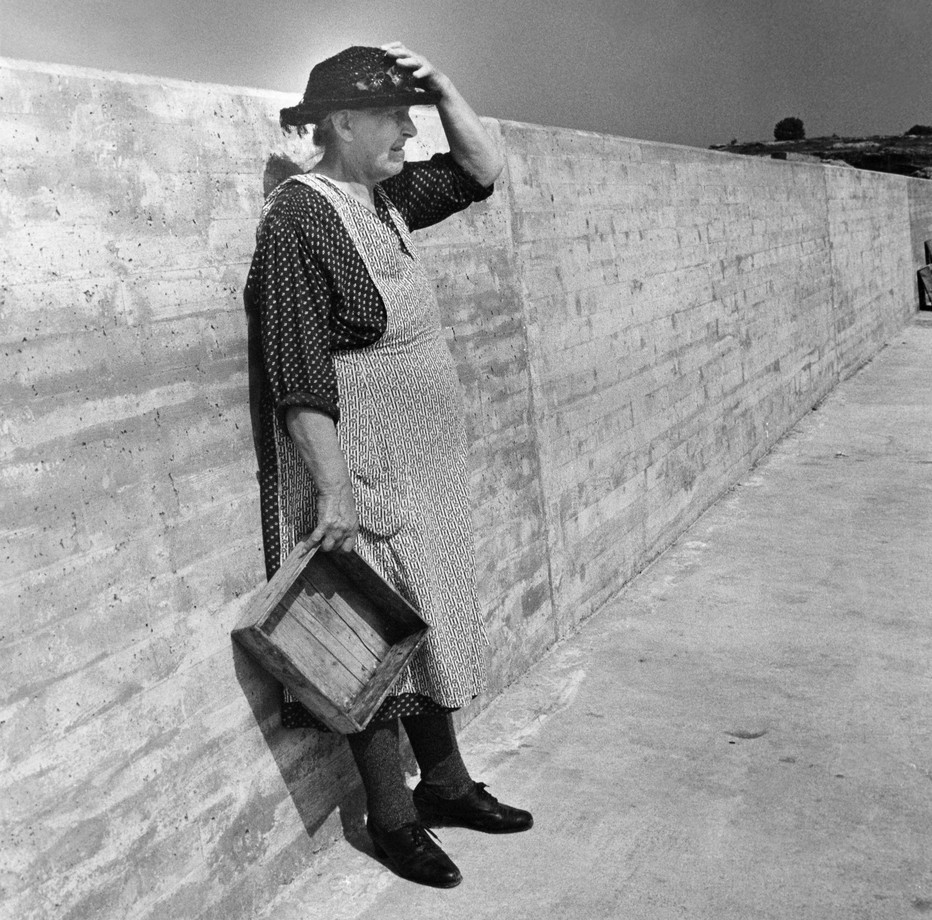
Žena v rybářském přístavu Herrviks, Gotland
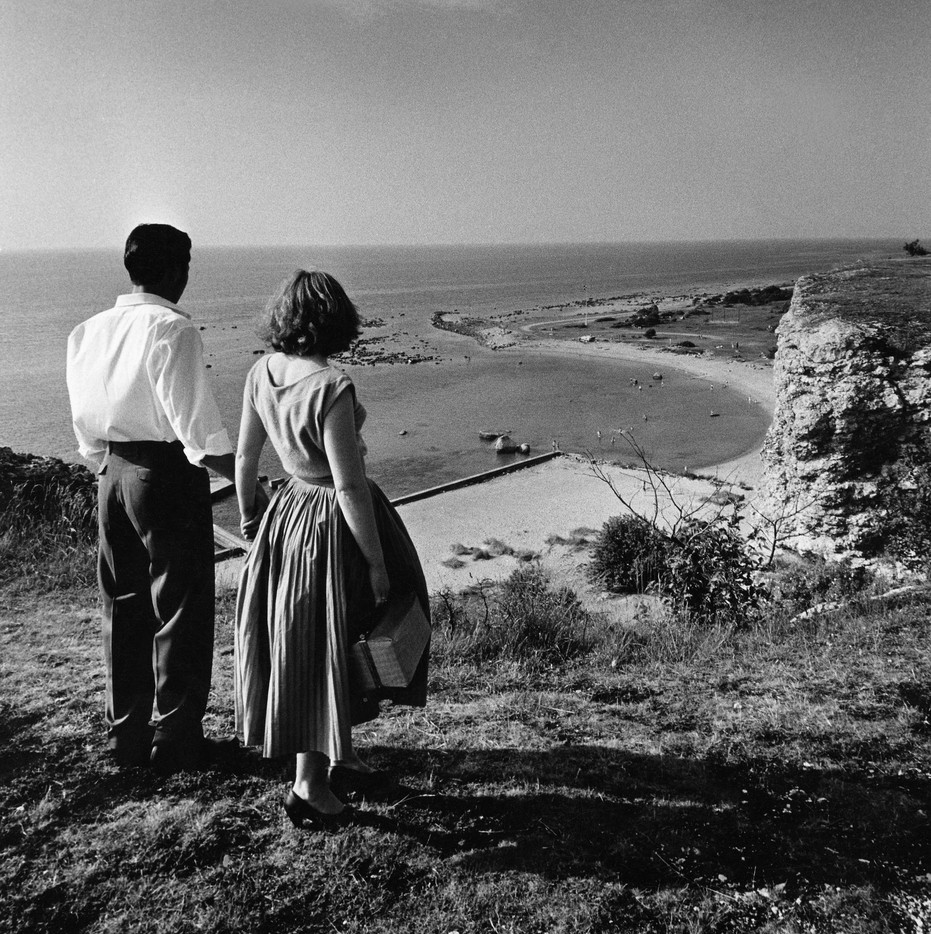
Muž a žena ve Snäckgärdsbadenu ve Visby
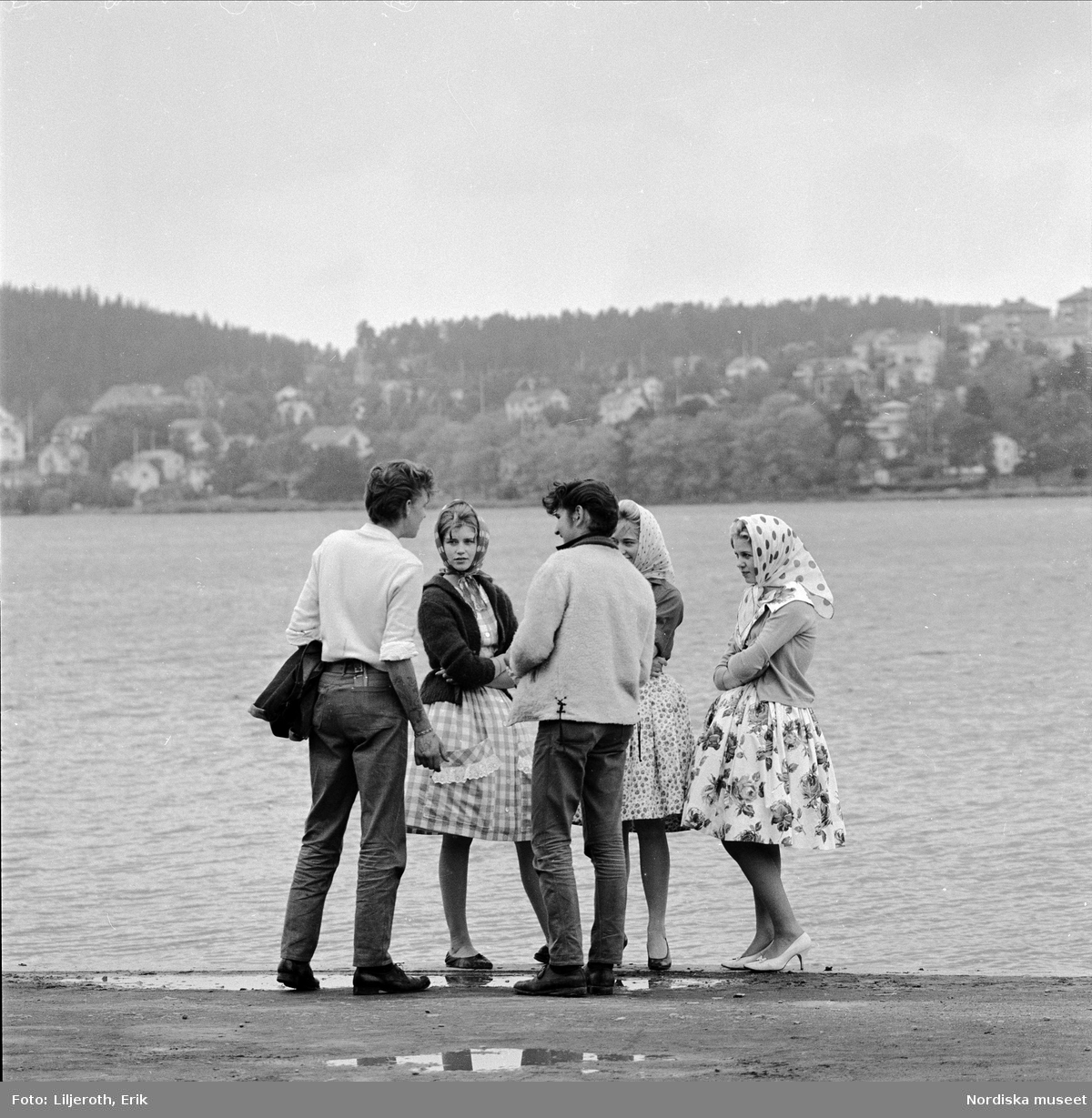
Mladí lidé ve Storsjönu, Jämtland
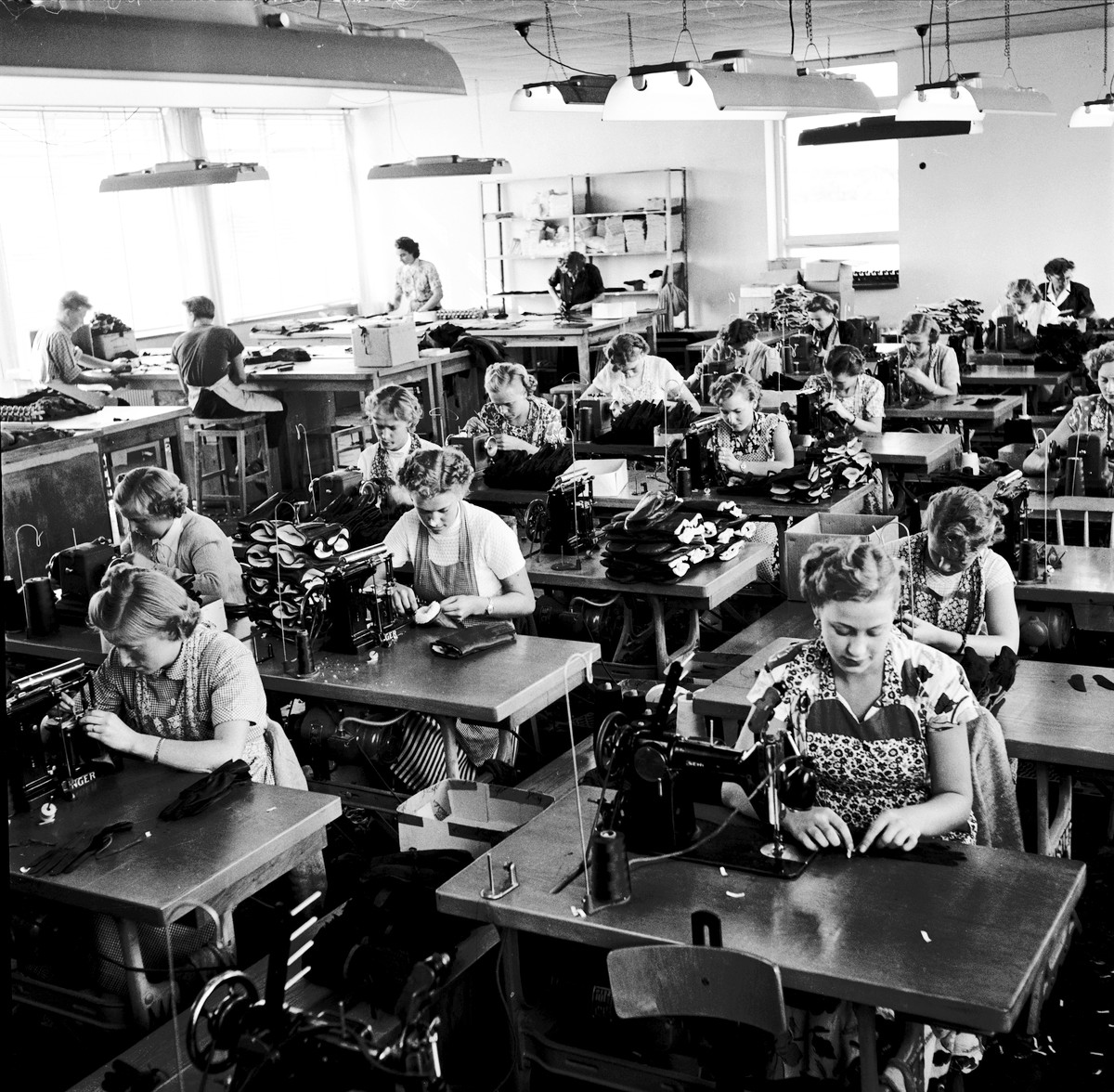
Ženy šijí rukavice v Laholmu
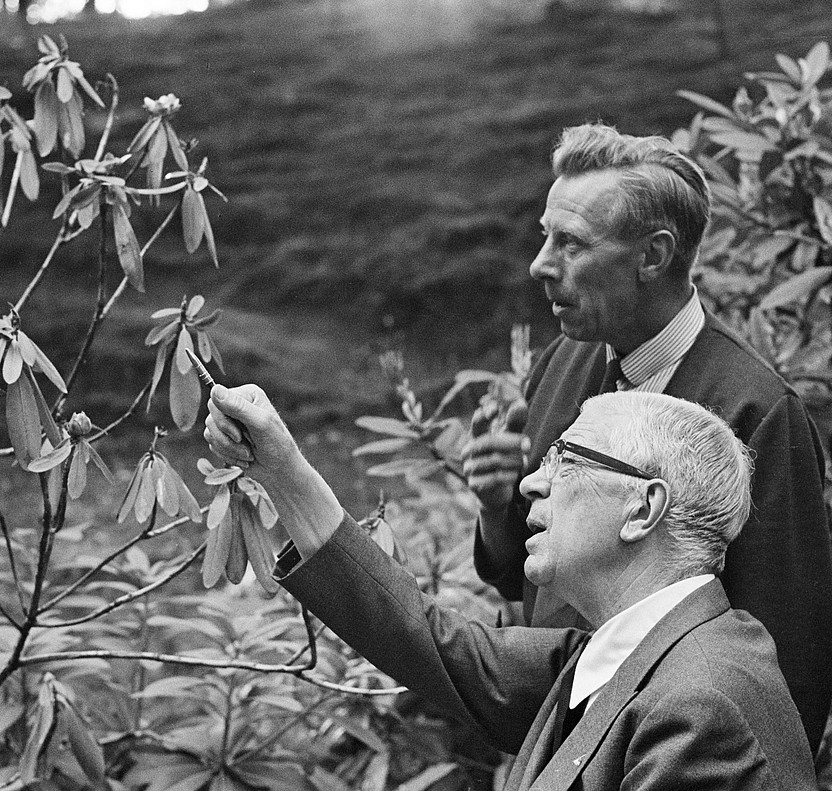
Gustav VI. Adolf se svým zahradníkem v Sofieru
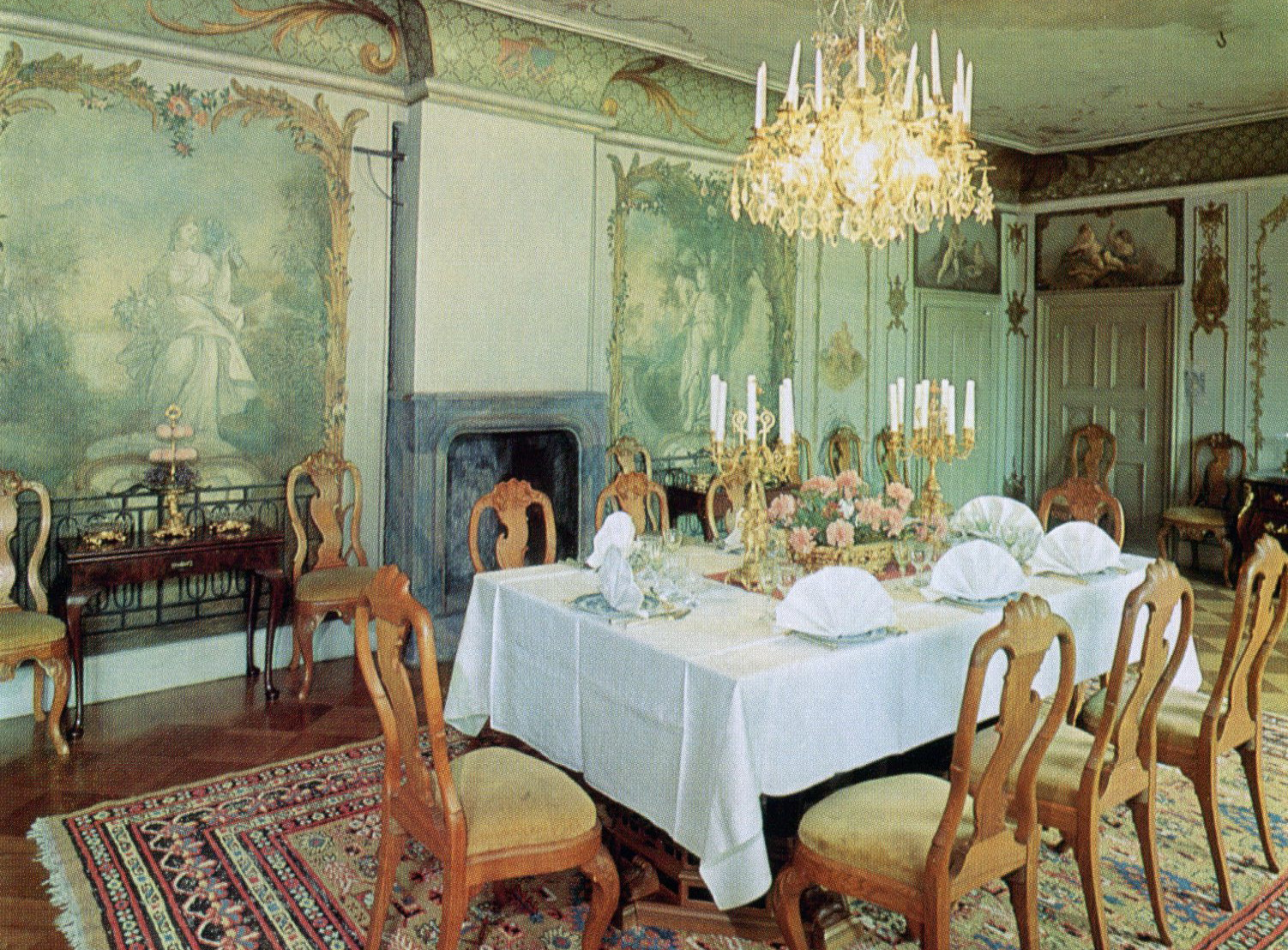
Julita Manor
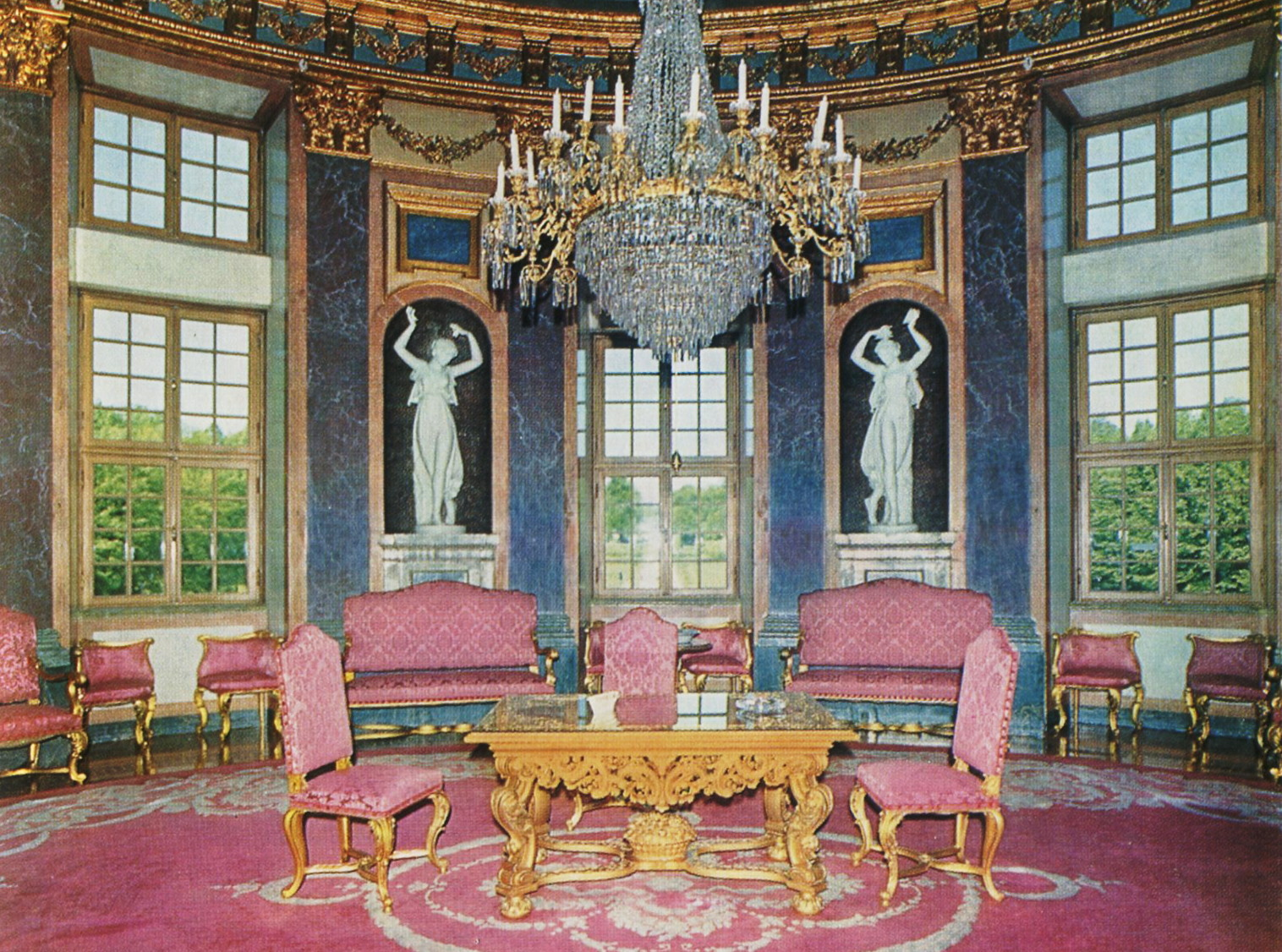
Zámek Steninge
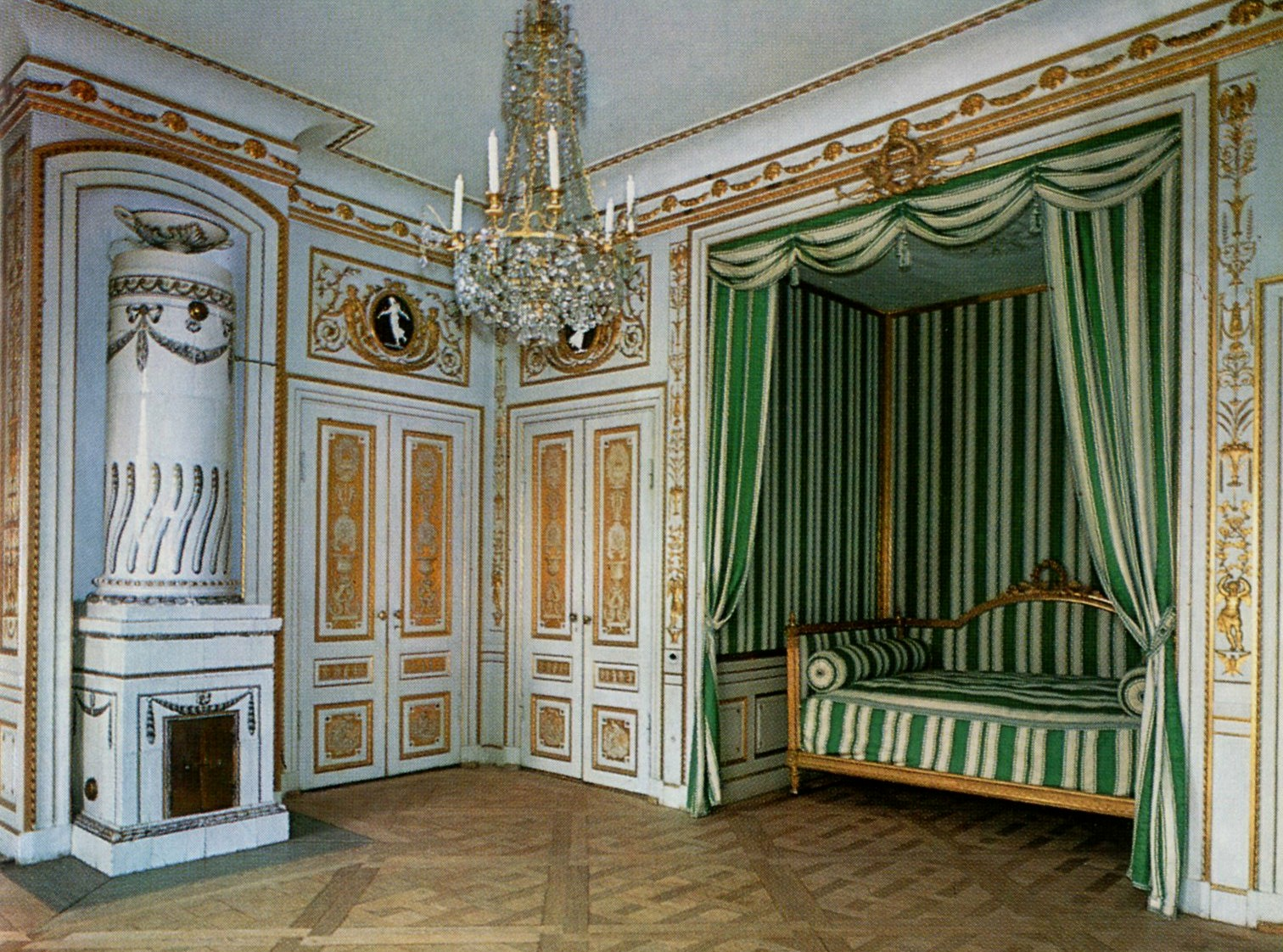
Zámek Tullgarn
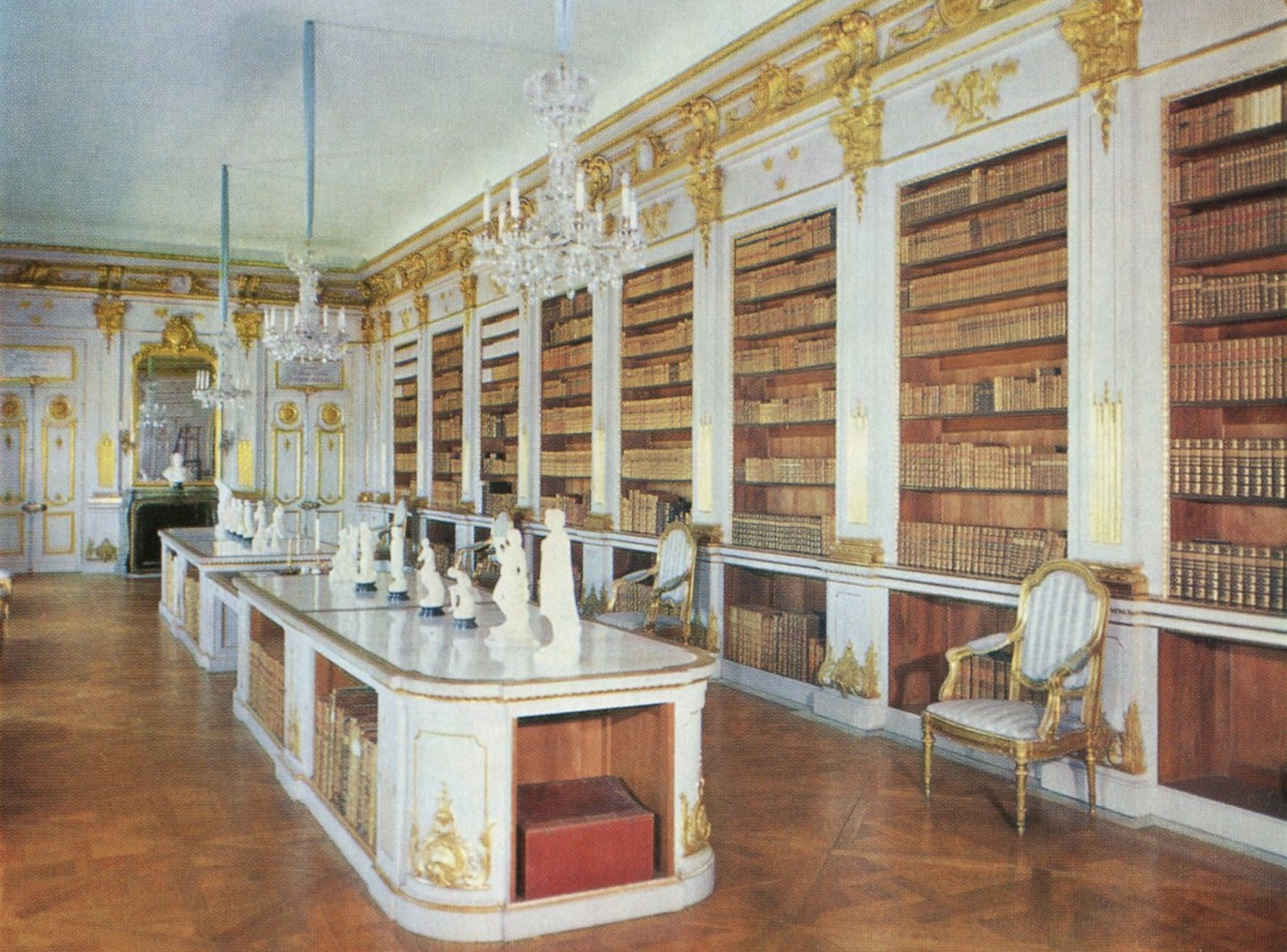
Zámek Drottningholm